# حصيرة النافذة
حصيرة النافذة أو الشبّاك الشيش أو شيش النافذة أو الستار اللفَّاف  نوع من ستائر النوافذ. العديد منها يستخدم مجموعة متنوعة من أنظمة التحكم. تتكون ستارة النافذة النمطية من عدة شرائح أفقية أو رأسية طويلة من أنواع مختلفة من المواد الصلبة، بما في ذلك الخشب أو اللدائن أو المعدن وتثبّت معاً بحبال تمر عبر الشرائح. يمكن التحكم في حصائر النوافذ إما يدويًا أو بجهاز تحكم عن بعد بتدويرها من وضع مفتوح، مع تباعد الشرائح ، إلى وضع مغلق حيث تتداخل الشرائح وتحجب معظم الضوء. ولأغطية النوافذ عدة أنواع، تسمى الظلال ، والتي تستخدم قطعة واحدة من المواد الناعمة بدلاً من الشرائح.

### لوحية

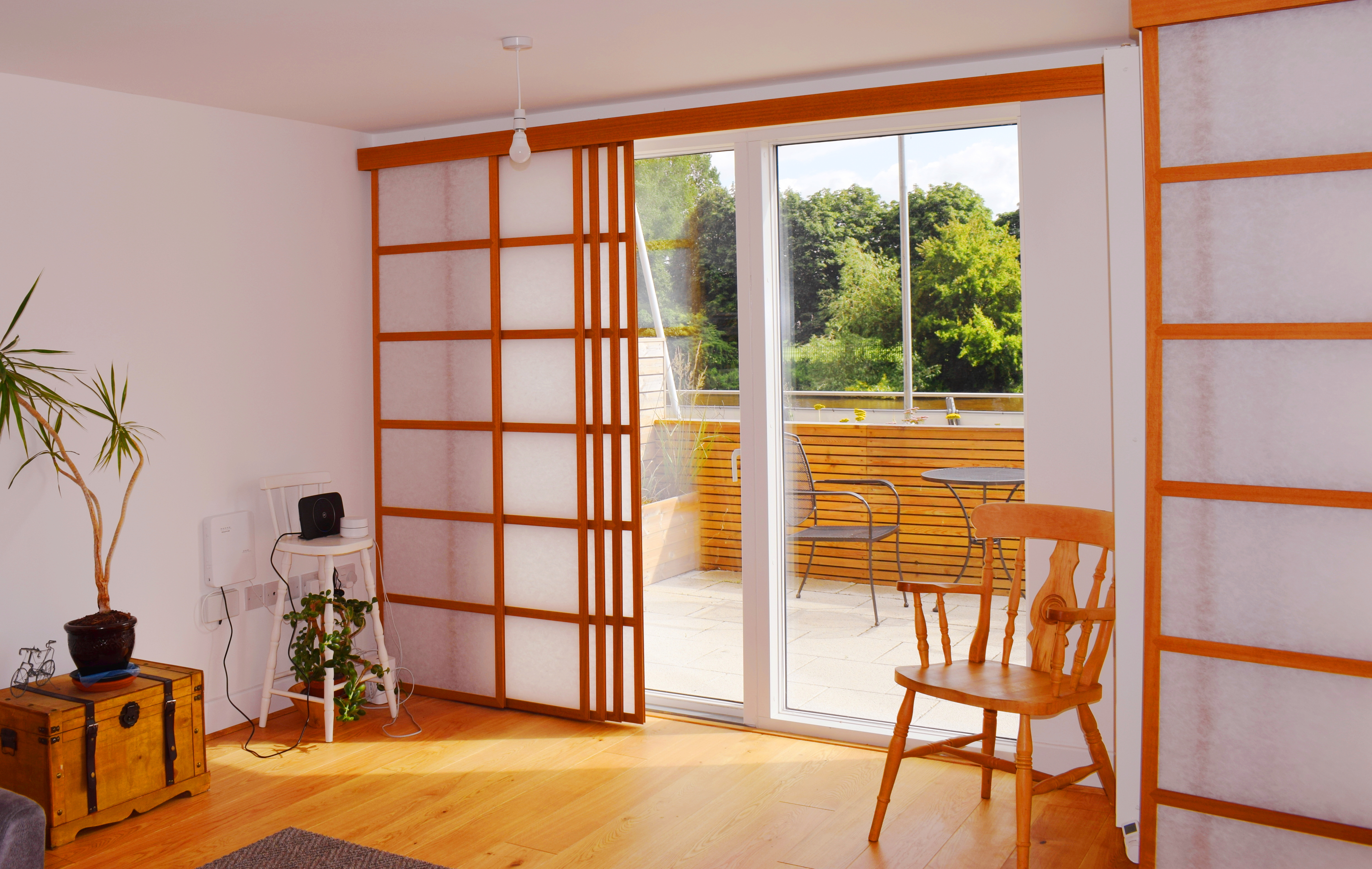
ستائر شوجي اليابانية في نوتنغهام بالمملكة المتحدة.

### ظلال خلوية

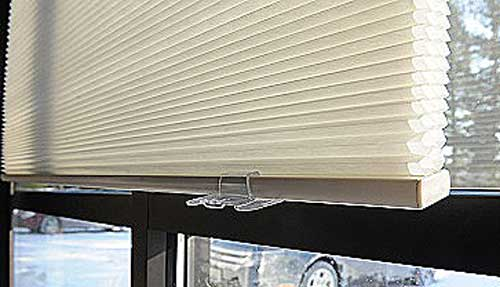
ظلال خلوية ، تسمى أيضًا ظلال قرص العسل ، معلقة في النافذة.

### روميّة

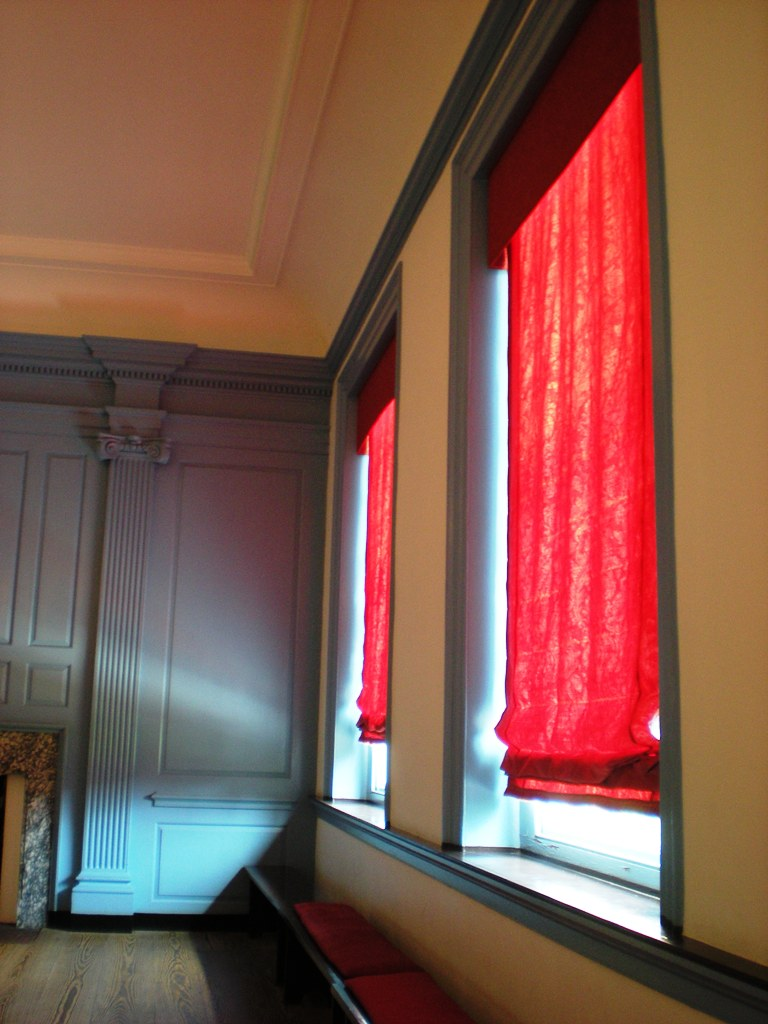
قاعة الاستقلال

### عمودية

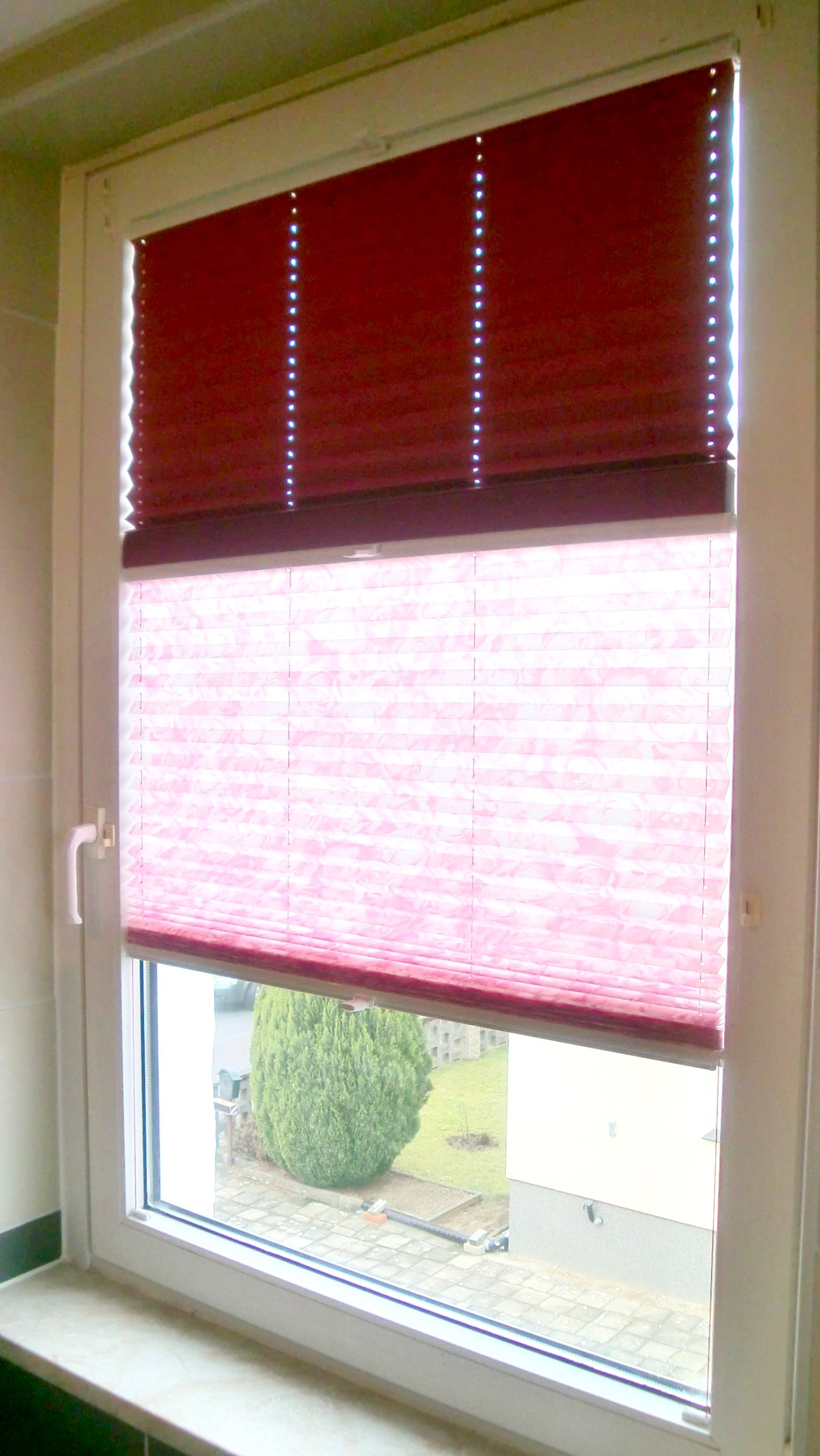
ستارة جزءٌ منها مطويّ